# ジオグラマトン
『ジオグラマトン -Dyogrammaton-』（ジオグラマトン）は、CLOCKUP team.DYOより2005年2月25日に発売された18禁SFアドベンチャーゲーム。「CLOCKUP ロボシリーズ 三部作」の第一作目。
2005年6月24日には後日談を描いた『くろふぁん3Ghz』が発売された。
2006年12月からアダルトアニメ版がディスカバリーから全2巻で発売された。
2006年7月21日には続編の『Zwei Worter』（ツヴァイウォルター）が発表され、2007年4月27日に発売された。
『プレゼンス』のスタッフが開発した本作は、ゲーム開始時に2人の主人公から選択してゲームを進める仕組みをとっており、パイロットの恭介を選択した場合は純愛もののストーリーが展開する一方、敵対勢力のスパイであるリョウトを選択した場合は凌辱を中心としたストーリーが展開する。

## ストーリー
2005年、人類は謎の生命体ディゾルブにより苦境に立たされていた。時間を加速させる能力を有するディゾルブに対抗するために結成された組織「DAKT」は、ある特殊な能力を持った若者たちを招集する。そんな中、全世界の命運を左右する2人の男がDAKTに入った。
そのうちの一人である御堂 恭介は、「DAKT」が運用するロボット「ジークフリート」を操縦し、敵をなぎ倒しながらも周りの異性とのロマンスを楽しんでいた。
一方、リョウト・ジグムントは人型ディゾルブという素性を隠し、情報部員として恭介らの指揮を執る傍ら、組織内の女たちを毒牙にかけていった。

## キャラクター

### 主人公
御堂 恭介（みどう きょうすけ）
声 - 木島宇太（アダルトアニメ版）
身長：178cm。体重：65kg
主人公。日本人。普段はおどけた所も見せるが内面は熱血漢。行きがかりでDAKTの人型兵器ジークフリートに乗り込むことになるが、後半戦にかけてDAKT内の切り札グリムゲルデの搭乗者になる。人類でただ一人、「時間逆行能力」を持つ。
リョウト・ジグムント
声 - 風間瞬 (OVA)
身長：183cm。体重：73kg
もう1人の主人公。国籍不明。10年以上前から国連の情報部員として活動した後、情報部員としてDAKT入りした。DAKT内では恭介達の上司を務めるが、その正体は人間型のディゾルブであり、DAKT入りしたのも内部撹乱が目的である。そして、本人も知らなかった事だがディゾルブの切り札ロスヴァイゼに乗るために作られた素体でもある。

### ヒロイン
海部杖 ひかり（あまつえ ひかり）
声 - 草柳順子
身長：160cm。体重：45kg。B83・W57・H86。
恭介の幼馴染である日本人。ジークフリートの操縦能力を評価されてDAKTに入ったが、戦闘は不十分であるため、補欠として扱われている。
あかるく元気な性格をしている一方、考えるよりも先に行動する傾向にあり、そそっかしさが災いして失敗することが多い。
ルー・バレンクレア
声 - 涼森ちさと
身長：160cm。体重：50kg。B88・W61・H86。
アメリカ人。かつてはアメリカ海兵隊に所属していたことがあり、ジークフリート部隊ではメンバー唯一の軍人出身者である。戦闘では主に切り込み隊長役。
星 霊宝（しん れいほう）
声 - 理多
身長：155cm。体重：42kg。B82・W54・H84。
中国人。暗殺を中国マフィア・星一族の出身で、自身も暗殺術のエキスパートである。大金持ちとして生まれ育ったため、一般常識に欠けている。また、自身の世話役である三人のメイドと共にすることが多い。
直情的な性格ゆえにひかりやルーとそりが合わない。戦闘時は、多目的ミサイルを搭載した機体を使用する。
ジェルソミーナ・ビアチェンティーニ
声 - 一色ヒカル
身長：161cm。体重：43kg。B91・W58・H88。
イタリア南部出身の少女で、愛称はミーナ。かなりの大喰らい。遠距離攻撃を得意とする。
イリューダ・ワガノワ・イヴァノフ
声 - 神村ひな
身長：140cm。体重：30kg。B54・W42・H53。
ジークフリート部隊の一員で、ロシアにある「星の町」という科学研究都市の出身者である。無口だが計算能力に関しては人知を超えている天才少女。
自らを研究対象としてではなく、仲間として接してくれるDAKTに対して好意をいだいている。
神楽 憂季子（かぐら ゆきこ）
声 - 北都南
身長:167cm。体重：58kg。B94・W60・H91。
日本人。ヒロインだがリョウト固有で恭介は攻略不可能。ジークフリートの整備責任者。ナイスバディで露出の高い衣装を身に纏っているが、実は男性が苦手であり、派手な衣装も「理工系の男は派手な女が苦手だから」という経験則にもとづいて実践しているだけであり、特定の男性と付き合ったことは無い。リョウトは彼女からいろいろ聞きだそうとして接近する。

### その他
イズベルガ・ミューレン　
声：白井綾乃
DAKTの作戦参謀を務めるドイツ人女性。ゲーム内ではバトルADVモードにおける指揮官を務める。
出雲 総吉郎　（いずも　そうきちろう）
DAKTの司令官を務める老人。
イーディス・レモン
声：成瀬未亜
霊宝の世話役であるメイド三人組の一人で、三人の中では中くらいの背丈である。
アルファ・ライム
声：鈴美巴　
霊宝の世話役であるメイド三人組の一人で、三人の中では最も背が高い。
サンディ・ネーブル　
声：西田こむぎ
霊宝の世話役であるメイド三人組の一人で、三人の中では最も背が低い。
時雨 麻美華　（しぐれ　まみか）　
声：紫華すみれ
DAKTのオペレーター。
時雨 理樹華　（しぐれ　りすか）　
声：紫華すみれ
DAKTのオペレーターで、麻美華の双子の姉妹。「りきか」と間違って呼ばれることも。

## 舞台設定
DAKT
国際連合の傘下にある対ディゾルブ迎撃機関。後に、対ディゾルブ戦争終結後の2007年に解体され、人員は秘匿機関「ARKS」に移行。

### 登場機体
耐圧歩行戦車 ジークフリート
全高3m。重量約9t（装備により変化）。
国連と各国の研究機関が共同開発した対ディゾルブ兵器で、ジークフリートもディゾルブと同じように時間加速装置を搭載している。そのため通常兵器では太刀打ちできないディゾルブ相手でも互角以上に戦える。
主な汎用装備には専用大型突撃銃火薬式実剣「バルムント」や、強敵用に敵対象を完全に消滅させる槍状の武器「グングニル」などがある。
それらとは別にパイロットごとの得意な武器を装備できるアタッチメントを装備し、通常戦闘でも並大抵の地球戦力では太刀打ちできないほど強い。
ただしその高機能なメンテナンスが必要になるため、あくまで防衛戦力として存在する。実はオリジナルが存在する。
グリムゲルデ
全高54.44m。重量約350000t。
DAKTの切り札。古代にディゾルブと戦っていた長命種が使っていたロボットのレプリカで、恭介とサブパイロットが乗り込む。レプリカ品という事や火装を持たないため、ロスヴァイゼと比べてトータルとして劣っているが、機体が耐えられる範囲ならグリムゲルデが受けたダメージを機体出力に変換できる上、当然時間加速も使えるため、恭介の技量とサブパイロットの献身もあり、格闘戦に持ち込めば十分強力なロボットである。なお脱出用として、ジークフリートをコアとして使っている。
ロスヴァイゼ
ディゾルブの隠し玉。時間加速機能のほか時間停止機能まで持っているが、それを使うと搭乗者も動けなくなる欠点がある。通常に戦ってもジークフリートですら太刀打ちできないほどの強さを誇る。月すら破壊するパンチに光子弾など、様々な武器を有する。パイロットはリョウト・ジグムント。
小型耐圧装甲服 ワルキューレ
後日譚である2007年8月の時空破壊爆弾「コルドラ」奪回作戦においてDAKTが使用。ジークフリートよりも小型で、ジークフリートが運用できない狭い空間で運用される。スティルスーツの上にワルキューレを着用。バックパックとして飛行用のジャンプユニットを装備。対ディゾルブ戦争終結後にディゾルブから供与された技術が多く導入されている。開発者は神楽 憂季子博士。
大型輸送機 ファフニール
後日譚である2007年8月のコルドラ奪回作戦においてDAKTがワルキューレを作戦地域まで輸送するために使用。空挺降下用の無音輸送ポッドを3機（ポッド1機あたりワルキューレが2機搭乗）搭載している。

## スタッフ
- 原画：しのづかあつと

## 主題歌
- 主題歌「arcane」[3]

作詞/作曲/編曲：a.k.a.dRESS、歌：YU-KI
- 挿入歌「Longing」[3]

作詞/作曲/編曲：a.k.a.dRESS、歌：佐倉紗織

## アダルトアニメ
- ACT-1 燃える！お台場（2006年12月15日発売）
- ACT-2 決戦！新宿中央公園（2007年2月23日発売）
- ジオグラマトン DVD-BOX（2007年5月25日発売）
- ジオグラマトン The Best（2010年4月16日発売）

### アダルトアニメ版スタッフ
- 原作：CLOCKUP チーム・ジオ
- 監督・脚本：町田住人
- キャラクターデザイン・作画監督・美術設定：村山和光
- 音楽：AUDIO・タナカ
- 撮影監督：大貫昌男
- アニメーション制作：絵造工房
- 製作：ディスカバリー